# Puerto Busch
Puerto Bush è una città nella provincia di German Busch, nel dipartimento di Santa Cruz. 
Si trova a 200 metri dal Brasile e a 20 kilometri dal Paraguay. 

## Etimologia del nome
Il suo nome è dovuto a German Busch, il trentaseiesimo presidente boliviano, nonché generale durante la guerra del Chaco.

## Storia
Il territorio fu assegnato alla Bolivia nel 1935 insieme a tutto il triangolo di Dioniso Foianini dopo la sconfitta nella guerra del Chaco, che mirava al controllo della regione del Gran Chaco. Questo è uno dei pochi territori rimasti alla Bolivia di questa regione.

## Importanza strategica
Questo paese è di un'importanza strategica fondamentale per la Bolivia perché è l'unico paese sul fiume Paraguay che da alla Bolivia l'accesso all'oceano Atlantico e per questo è fondamentale per la Bolivia che riesce così a comunicare con tutti e due gli oceani sudamericani.